# Kántor Mihály (labdarúgó)
Kántor Mihály (Szolnok, 1952. március 27. –) válogatott labdarúgó, hátvéd, beállós.

## Pályafutása

### Klubcsapatokban
Szolnokról, 1973-ban került a Vasashoz. 1974-ben már a válogatottban is bemutatkozott. Tagja volt az 1976–77-es idényben bajnokságot nyert csapatnak. Emellett két bajnoki bronzérmet és egy kupagyőzelmet szerzett az angyalföldi csapattal. 1982 után először Salgótarjánban, majd Szolnokon játszott. 1987-ben itt fejezte be az aktív labdarúgást.

### A válogatottban
1974 és 1976 között 10 alkalommal szerepelt a válogatottban. 1974-ben az utánpótlás válogatottban is játszott.

## Sikerei, díjai
- Magyar bajnokság
  - bajnok: 1976–77
  - 3.: 1979–80, 1980–81
- Magyar kupa (MNK)
  - győztes: 1981
  - döntős: 1980

## Statisztika

### Mérkőzései a válogatottban
| Magyarország | Magyarország         | Magyarország                                  | Magyarország | Magyarország | Magyarország  | Magyarország | Magyarország | Magyarország |
| #            | Dátum                | Helyszín                                      | Hazai        | Eredmény     | Vendég        | Kiírás       | Gólok        | Esemény      |
| ------------ | -------------------- | --------------------------------------------- | ------------ | ------------ | ------------- | ------------ | ------------ | ------------ |
| 1.           | 1974. március 31.    | Zalaegerszeg, ZTE stadion                     | Magyarország | 3 – 1        | Bulgária      | barátságos   | -            | 25'          |
| 2.           | 1974. szeptember 28. | Bécs, Práter stadion                          | Ausztria     | 1 – 0        | Magyarország  | barátságos   | -            |              |
| 3.           | 1974. október 13.    | Luxembourg, Municipal Stadion                 | Luxemburg    | 2 – 4        | Magyarország  | Eb-selejtező | -            |              |
| 4.           | 1974. október 30.    | Cardiff, Ninian Park                          | Wales        | 2 – 0        | Magyarország  | Eb-selejtező | -            |              |
| 5.           | 1976. március 27.    | Budapest, Népstadion                          | Magyarország | 2 – 0        | Argentína     | barátságos   | -            |              |
| 6.           | 1976. április 17.    | Banja Luka                                    | Jugoszlávia  | 0 – 0        | Magyarország  | barátságos   | -            |              |
| 7.           | 1976. április 30.    | Lausanne, Olimpiai Stadion                    | Svájc        | 0 – 1        | Magyarország  | barátságos   | -            |              |
| 8.           | 1976. május 22.      | Budapest, Népstadion                          | Magyarország | 1 – 0        | Franciaország | barátságos   | -            | 71'          |
| 9.           | 1976. szeptember 8.  | Stockholm, Råsunda Stadion                    | Svédország   | 1 – 1        | Magyarország  | barátságos   | -            |              |
| 10.          | 1976. szeptember 22. | Kelet-Berlin, Friedrich-Ludwig-Jahn-Sportpark | NDK          | 1 – 1        | Magyarország  | barátságos   | -            |              |
|              | Összesen             |                                               |              | 10           | mérkőzés      |              | 0            | gól          |